# Capo (Jim Jones)
Capo è il quinto album in studio del rapper statunitense Jim Jones, pubblicato nel 2011.

## Tracce
1. Intro (featuring Sen City & Chink Santana) – 3:26
2. Deep Blue (featuring Chink Santana) – 2:57
3. Carton of Milk (featuring Game & Sen City) – 4:45
4. The Paper (featuring Chink Santana) – 4:25
5. Heart Attack (featuring Sen City) – 3:23
6. Everybody Jones (featuring Aaron LaCrate) – 4:21
7. Drops Is Out (featuring Raekwon, Mel Matrix & Sen City) – 4:01
8. Let Me Fly (featuring Rell) – 2:19
9. Getting to the Money (featuring Cam’ron & Lady H) – 4:06
10. Take a Bow (featuring Lloyd Banks, Prodigy & Sen City) – 4:40
11. Perfect Day (featuring Chink Santana & LOGiC) – 3:12
12. Changing the Locks (featuring Ashanti) – 2:16
13. God Bless the Child (featuring Wyclef Jean) – 3:47
14. Itza (featuring Nicole Wray) – 4:01

## Classifiche
| Classifica (2011) | Posizione raggiunta |
| ----------------- | ------------------- |
| Stati Uniti       | 20                  |